# Kàmnev
Kàmnev (en rus: Камнев) és un poble (un khútor) de l'óblast d'Astracan, a Rússia, segons el cens del 2010 tenia 43 habitants.